# Chlorfenvinphos
Chlorfenvinphos là tên gọi chung của một hợp chất phosphor hữu cơ đã được sử dụng rộng rãi như là một thuốc trừ sâu và một acaricide. Bản thân phân tử này có thể được mô tả như một este enol có nguồn gốc từ dichloro acetophenone và diethylphosphonic acid. Clorfenvinphos đã được đưa vào nhiều sản phẩm kể từ lần đầu tiên sử dụng vào năm 1963. Tuy nhiên, vì tác dụng độc hại của nó như một chất ức chế cholinesterase, nó đã bị cấm ở một số quốc gia, bao gồm cả Hoa Kỳ và Liên minh Châu Âu. Việc sử dụng nó ở Hoa Kỳ đã bị hủy bỏ vào năm 1991.
Hóa chất tinh khiết là một chất rắn không màu, nhưng với mục đích thương mại, nó thường được bán trên thị trường dưới dạng chất lỏng màu hổ phách. Các loại thuốc trừ sâu, chủ yếu được sử dụng ở dạng lỏng, chứa từ 50% đến 90% chlorfenvinphos. Chất dễ dàng trộn lẫn với acetone, ethanol và propylene glycol. Hơn nữa, chlorfenvinphos ăn mòn kim loại và thủy phân trong môi trường.
Nó được phân loại là một chất cực kỳ nguy hiểm ở Hoa Kỳ như được định nghĩa trong Mục 302 của Đạo luật về quyền biết và lập kế hoạch khẩn cấp của cộng đồng Hoa Kỳ (42 USC 11002) và phải tuân thủ các yêu cầu báo cáo nghiêm ngặt của các cơ sở sản xuất, lưu trữ, hoặc sử dụng nó với số lượng đáng kể.

## Sử dụng thuốc trừ sâu

### Lịch sử
Dermaton® là sản phẩm được đăng ký đầu tiên có chứa chlorfenvinphos. Nó được giới thiệu ở Hoa Kỳ vào năm 1963 và được sử dụng làm thuốc diệt côn trùng và diệt côn trùng để kiểm soát bọ chét và ve trên vật nuôi trong nhà và các động vật khác. Từ năm 1963 đến 1970, việc sử dụng bổ sung đã được đăng ký, bao gồm cả việc sử dụng như phun ruồi, phun bề mặt và diệt bọ gậy. Do những tác động này, chlorfenvinphos thường được sử dụng trong các trang trại để kiểm soát ruồi trưởng thành trong chuồng bò sữa, phòng sữa, chuồng gia cầm và sân bãi, và trong các tòa nhà động vật khác. Hơn nữa, nó được sử dụng để kiểm soát ruồi ấu trùng trong các hố và đống chứa phân và các khu vực tích lũy rác thải khác xung quanh các nhà máy sữa và thức ăn chăn nuôi. Đầu những năm 1980, chlorfenvinphos đã được đăng ký sử dụng bổ sung trong công thức bụi để sử dụng trong cũi chó và trong chuồng chó để kiểm soát bọ chét và ve.
Bên ngoài Hoa Kỳ, chlorfenvinphos, được đăng ký dưới tên thương mại Birlane®, C8949, CGA 26351, Sapecron®, Steladone® và Supona®, được sử dụng làm thuốc trừ sâu đất để kiểm soát giòi rễ, giun. Clorfenvinphos cũng được sử dụng để chống bọ cánh cứng Colorado trên khoai tây và côn trùng quy mô và trứng mite trên cây có múi. Hơn nữa, hợp chất có công dụng tương tự như ở Hoa Kỳ.
Không có thông tin định lượng về tổng khối lượng chlorfenvinphos thực sự được sử dụng làm thuốc trừ sâu ở Hoa Kỳ hoặc các nơi khác. Vì tất cả việc sử dụng hóa chất ở Hoa Kỳ đã bị hủy bỏ vào năm 1991, nên việc sử dụng có thể đã bị từ chối, mặc dù không có dữ liệu nào cho thấy xu hướng này.

## Độc tính
Clorfenvinphos được hấp thụ phổ biến nhất vào cơ thể thông qua việc ăn các sản phẩm thực phẩm đã được xử lý bằng thuốc trừ sâu hoặc qua hấp thụ qua da, mặc dù sau đó kém hiệu quả hơn nhiều.
Sau khi được hấp thụ, chlorfenvinphos được phân phối rộng khắp cơ thể, và đã được phát hiện trong nhiều loại chất dịch cơ thể. Tuy nhiên, là một hợp chất phospho hữu cơ, nó không tích lũy tốt trong các mô.
Bước đầu tiên và quan trọng nhất của quá trình chuyển hóa chlorfenvinphos ở người được thực hiện nhờ enzyme cytochrom P450 trong microsome gan. Enzyme này tạo điều kiện cho quá trình oxy hóa hợp chất oxy hóa hợp chất thành acetaldehyd và 2-chloro-1-(2,4-dichlorophenyl) vinylethylhydrogen phosphate, sau đó nhanh chóng phân hủy thành acetophenone. Acetophenone sau đó được khử thành rượu và được liên hợp bởi các chất chuyển glutathione.,
Sự bài tiết chlorfenvinphos diễn ra khá nhanh. Ở chuột, một liều dùng được bài tiết trong 4 ngày, chủ yếu qua nước tiểu.

## Phương pháp điều trị phơi nhiễm
Nuốt phải chlorfenvinphos, do vô tình hoặc thông qua ý định tự tử, có thể được điều trị như với ngộ độc organophosphate cấp tính khác. Điều này bao gồm sự kết hợp của ba cách tiếp cận:
1. Quản lý một loại thuốc chống cholinergic như atropine, được coi là thuốc giải độc;
2. Quản lý một chất kích hoạt cholinesterase, trong họ oxime pyridinium, thường là pralidoxime;
3. Quản lý thuốc chống co giật, ví dụ như các thuốc benzodiazepin (trong đó diazepam có hiệu quả nhất).

Hiệu quả của điều trị oxime đang gây tranh cãi. Nuốt phải các chất hữu cơ như dư lượng trên thực phẩm hiếm khi đạt đến liều liên quan đến lâm sàng.